# باول شو (لاعب كريكت)
باول شو (28 يوليو 1967 في المملكة المتحدة - ) (بالإنجليزية: Paul Shaw)‏ هو لاعب كريكت بريطاني. لعب مع نادي مقاطعة ستافوردشاير للكريكت ‏.

## وصلات خارجية
- باول شو على موقع إي آس بي آن كريك إنفو (الإنجليزية)